# Niederfränkisch
Niederfränkisch ist ein Dialektverband, der sich sprachtypologisch von den hochdeutschen und niederdeutschen sowie friesischen Varietäten des kontinentalgermanischen Sprachkontinuums unterscheidet. Seine standardsprachlichen Ausprägungen sind die National- und Schriftsprachen Niederländisch und Afrikaans, die auch den weitaus größten Teil der niederfränkischen Mundarten überdachen (siehe Niederländische Dialekte). In Deutschland werden die niederfränkischen Dialekte vom Standarddeutschen überdacht (siehe Niederrheinisch).
Niederfränkische Varietäten werden in Europa in den Niederlanden, in Deutschland (Niederrhein), Belgien (Flandern, Brüssel und wallonische Fazilitätengemeinden) sowie Frankreich (Französisch-Flandern), in Amerika auf Aruba, Bonaire, Curaçao, Saba, Sint Eustatius, Sint Maarten sowie in Suriname. In Afrika werden sie in Südafrika sowie Namibia gesprochen.

## Definition
Mit Niederfränkisch werden die Nachfahren einer Reihe westgermanischer Dialekte, die in den ehemaligen westlichen Kernregionen des frühmittelalterlichen fränkischen Reiches gesprochen wurden, bezeichnet. Diese Dialekte nahmen nicht an der zweiten Lautverschiebung teil und unterschieden sich sprachtypologisch ebenfalls von den sächsischen und anglofriesischen Varietäten. Die Sprachvarietäten entstammen weitaus dem Rhein-Weser-Germanischen und wurden bis in die Frühe Neuzeit von der niederländischen Schriftsprache überdacht.
In der frühen niederländischen Sprachforschung des 19. Jahrhunderts wurde der Begriff Niederfränkisch anfangs nicht benutzt, stattdessen wurden die heute als Niederfränkisch bezeichnete Varietäten nur als Fränkisch kategorisiert, in Übereinstimmung mit der damals in der Niederlandistik geltenden Konvention, wobei das niederländische Sprachgebiet in niederfränkische, niedersächsische und westfriesische Varianten unterteilt wurde. In der zweiten Hälfte des 19. Jahrhunderts wurde das niederländische Fränkisch mit der von Wilhelm Braune (1850–1926) erfundenen Einteilung des Westgermanischen verbunden. Für Braune formte Fränkisch eine heterogene Restkategorie innerhalb des ehemaligen kontinentalwestgermanischen Dialektkontinuums ohne angebliche sprachgeschichtliche Verbindung. Mit dem Zusatz Nieder- wurde deutlich gemacht, dass es sich hier um eine Sprachgruppe handelte, die nicht an der zweiten Lautverschiebung teilnahm.
Die Verwendung des Begriffs Niederfränkisch in der historischen Linguistik ist eingeschränkter als bei artverwandten Bezeichnungen wie Hochdeutsch, Niederdeutsch oder Friesisch. So gilt zum Beispiel nicht Mittelniederfränkisch, sondern die mittelniederländische Sprache als Vorstufe der heutigen niederfränkischen Varietäten. Für die (historische) Sprachlandschaft bis ins 19. Jahrhundert sind die Begriffe Niederfränkisch und Niederländisch in der Praxis nahezu synonym. Im Laufe des 19. Jahrhunderts kam es in Deutschland aber zu einer aktiven Sprachpolitik der preußischen Regierung, deren Ziel die vollständige Verdrängung des Niederländischen und die Etablierung des Deutschen als alleiniger Standard- und Schriftsprache war. Folglich wurden dabei die in Deutschland beheimateten niederfränkischen Mundarten nicht länger vom Standardniederländischen überdacht und es entstanden soziolinguistische Kriterien, nach denen die von der deutschen Standardsprache überdachten niederfränkischen Mundarten und die niederländische Sprache im weiteren Sinne nicht länger synonym waren.
Die historische deutsche Dialektologie schlug häufig auch die niederfränkischen Varietäten dem Niederdeutschen zu. Diese Zuordnung gilt heute als sprachwissenschaftlich und politisch überholt. Sprachwissenschaftlich gehören die niederländischen (bzw. niederfränkischen) Varietäten, zusammen mit den englischen, niederdeutschen und friesischen, zu denjenigen germanischen Varietäten, die nicht an der zweiten germanischen Lautverschiebung teilgenommen haben. Zwar fehlt im Niederländischen wie im Niederdeutschen die zweite Lautverschiebung, doch ist die niederländische Sprache – im Gegensatz zu Niederdeutsch und Englisch – nicht hauptsächlich aus den nordseegermanischen Sprachen des 1. Jahrhunderts entstanden, sondern hat eine fränkische Grundlage. Auf diesen Unterschied der Herkunft gehen eine Reihe phonetischer, lexikalischer und grammatischer Unterschiede zurück (siehe Altniederländische Sprache #Abgrenzungen). Nach Peter Wiesinger ist Niederfränkisch ein „Interferenzdialekt zwischen dem Hochdeutsch-Fränkischen und dem Niederdeutsch-Sächsischen“, und zwar „durch die Teilhabe einerseits an hd. [= hochdeutschem] /ie/ – /üe/ – /uo/ und dem nach Personen geschiedenen Verbalplural und andererseits an einheitlichem nd. [= niederdeutschem] /ê2/ – /ö^2/ – /ô2/ und Umlauts-/ei/“.
Der Begriff Niederfränkisch wird von den Sprechern der verschiedenen niederfränkischen Dialekte nicht als Eigenbezeichnung benutzt. Keiner der niederländischen Groß- oder Kleindialekte enthält (nieder)fränkisch in seinem üblichen Namen.

## Herkunft der Mundarten

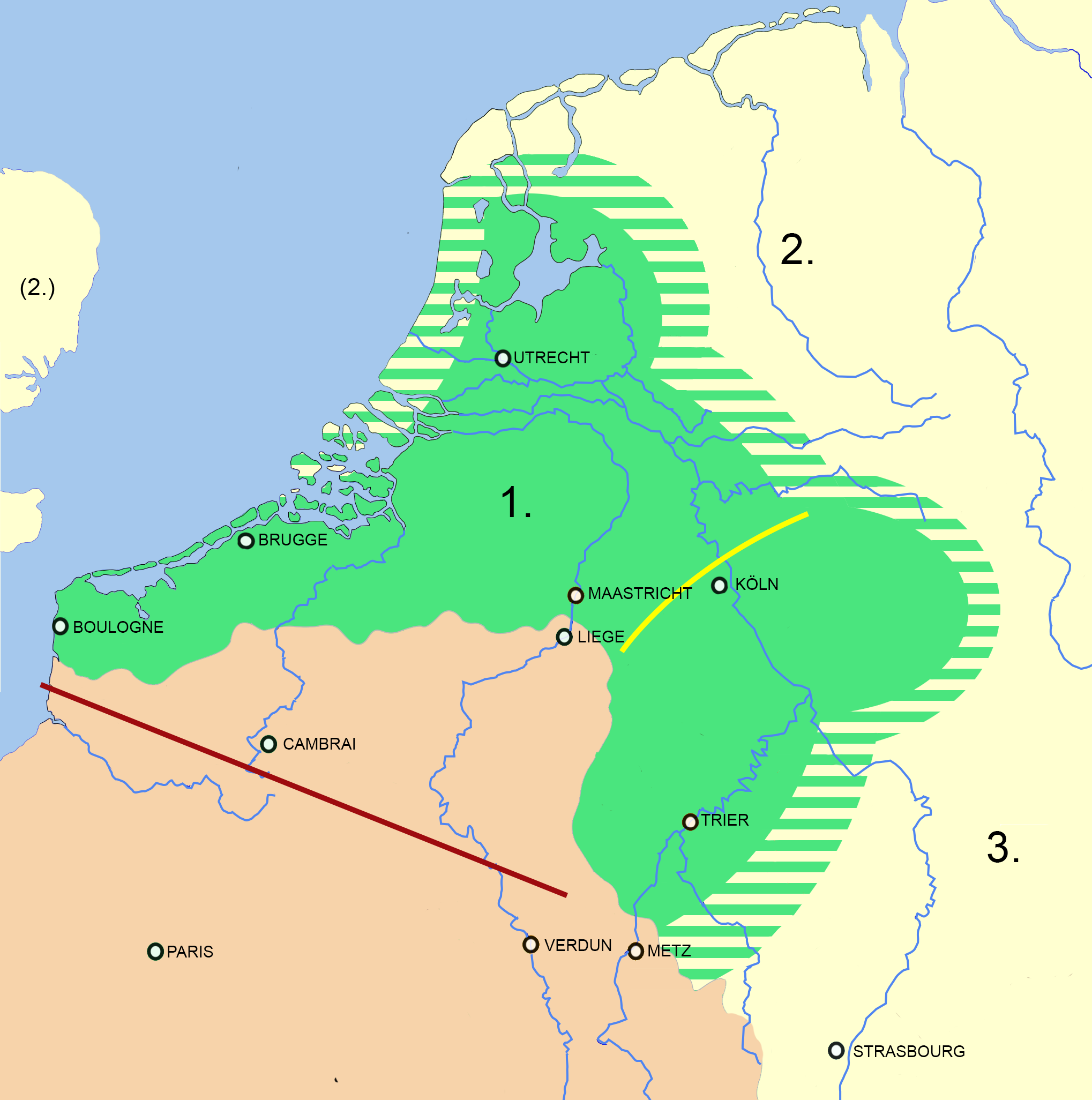
Näherung des altfränkischen Sprachraums der Spätantike, ohne kleinere Sprachinseln in Gallia Belgica.
Legende:
Altfränkische Varietäten (1.)
Nordsee- (2.) und Elbgermanische (3.) Varietäten
Romanische Varietäten
Somme-Aisne-Linie, nördlich davon dominieren germanische Ortsnamen.
Grenze der späteren, aus den elbgermanischen Gebieten verbreiteten, althochdeutschen Lautverschiebung im 7. Jh.

Ab dem 3. Jahrhundert drangen fränkische Stämme von der rechten Rheinseite ins Linksrheinische vor und expandierten in die zum Teil von Römern und Galloromanen besiedelten Gebiete. Die Salfranken expandierten dabei über die heutigen Niederlande und Belgien bis in das heutige Frankreich. Die Rheinfranken breiteten sich entlang des Rheins nach Süden und in die Moselregion aus und machten Köln zu ihrer Residenz- und Hauptstadt (wo sie später Ripuarier genannt wurden). Im 6. Jahrhundert vereinigte der Merowingerkönig Chlodwig I. beide Frankenvölker zu einem Gesamtvolk und gründete das erste gesamtfränkische Reich.
Die heutigen mittel- und niederfränkischen Mundarten leiten sich von diesen am Rhein ansässigen und nach Westen expandierenden Franken ab.

## Verbreitung

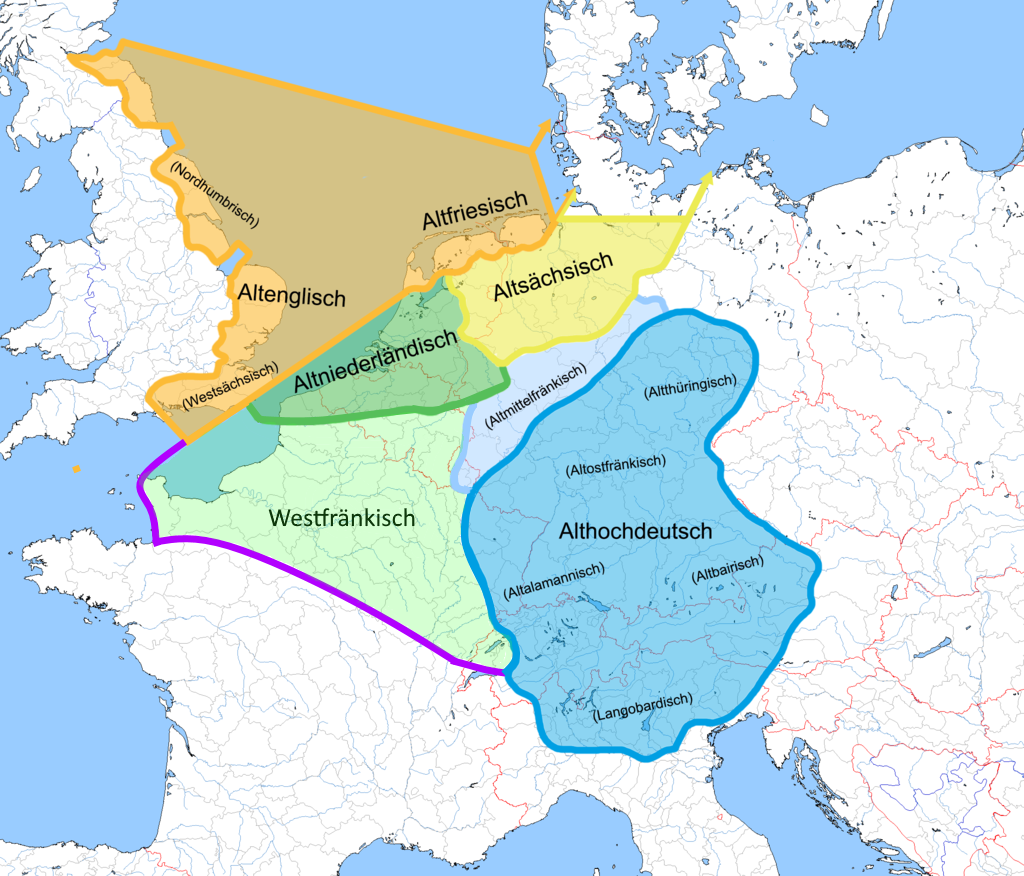
Westgermanisches Sprachgebiet um 580

Verbreitung der niederfränkischen Sprachen

Das niederfränkische Dialektkontinuum erstreckt sich über das südliche und westliche Gebiet der Niederlande, den Norden Belgiens (Flandern), ein kleines Gebiet im äußersten Norden Frankreichs (Französisch-Flandern) sowie den Niederrhein und den Osten des Bergischen Landes im Westen Deutschlands. Niederfränkische Dialekte werden heute noch vorwiegend in den Regionen westlich von Rhein und IJssel in den Niederlanden, im flämischen Teil Belgiens, aber auch am Niederrhein in Deutschland gesprochen.
Im Gefolge der deutschen Ostsiedlung zogen auch Siedler aus Flandern in das heutige Brandenburg, sodass niederfränkische Einflüsse in den märkischen Dialekten feststellbar sind. Im 12. Jahrhundert gab es überdies eine flämische Besiedlung großer Teile von Pembrokeshire, einer Gegend in Wales.
Durch die Kolonialherrschaft gelangten niederfränkische Varietäten auch nach Amerika (Aruba, Curaçao, Sint Maarten und Suriname) sowie nach Afrika (Südafrika, Namibia und Simbabwe); siehe hierzu die Artikel Niederländische Sprache und Afrikaans. Zum Afrikaans gehören u. a. das Afrikaaps und das Oorlams. 

## Gliederung des in Europa gesprochenen Niederfränkisch
Die niederfränkische Dialektgruppe ist im Südwesten durch den französischen Sprachraum begrenzt. Im Osten begrenzen das Niederdeutsche und Hochdeutsche die niederfränkischen Varietäten. Traditionell sind die niederfränkischen Mundarten nördlich der Benrather Linie und westlich der Einheitsplurallinie verbreitet.
Brabantische Dialekte haben die niederländische Standardsprache seit dem 16. Jahrhundert entscheidend mitgeprägt. Gegen Ende des Mittelalters war Brüssel im Unterschied zu heute amtssprachlich brabantisch. Dies ist heutzutage nicht der Fall, es wird aber ebenfalls die niederländische Sprache als Amtssprache verwendet, neben der französischen Sprache.
Die Hafenstadt Antwerpen, die Universitätsstadt Löwen, in minderer Rolle Mechelen und früher Brüssel bilden das geografische und kulturelle Zentrum der flämischen Gemeinschaft. Dies hat eine große brabantische Dominanz in Fernsehen und Rundfunk zur Folge.
An der Staatsgrenze zwischen Belgien und den Niederlanden gibt es in der Regel keinen Wechsel der Standardsprache. Die Dialektunterschiede in der Nähe der Staatsgrenze sind in den Provinzen Flandern und Brabant größer als im Raum Limburg, weil die niederländisch-belgische Grenze, die Limburg teilt, erst 1830/39 zustande kam (Belgische Revolution), während die Grenze, die Flandern und Brabant trennt, schon 1648 (Westfälischer Friede) festgelegt wurde. Es gibt keine Dialektgrenze, die vollständig entlang der Staatsgrenze verläuft. Mal verläuft eine Dialektgrenze in der Nähe der Staatsgrenze, mal verläuft sie nur entlang einer Teilstrecke der Grenze.
In den 1930er-Jahren wurde in Belgien die „doppelte Einsprachigkeit“ eingeführt. Dies bedeutete, dass im Norden des Landes das Niederländische die alleinige Amtssprache und Schulsprache wurde und im Süden des Landes das Französische. Nach Einführung der „doppelten Einsprachigkeit“ fing die Mittelschicht in Städten wie Antwerpen, Löwen oder Mechelen an, das Niederländische als Kultursprache zu benutzen. Dieses Niederländisch war allerdings von Dialekten geprägt, weil die Dialekte eine wichtige Rolle spielten. Außerdem klang es altertümlicher und schriftsprachlicher als die Standardsprache in den Niederlanden, weil viele Sprecher sich die Standardsprache aus Büchern beibrachten. Erst in der zweiten Hälfte des 20. Jahrhunderts wurde die niederländische Standardsprache in ganz Flandern bekannt (also nicht nur in der städtischen Mittelschicht). Dies bedeutet allerdings nicht, dass diese Standardsprache auch allgemein verwendet wird. Die niederländischsprachigen Belgier beherrschen die Standardsprache im Durchschnitt nicht so sicher wie die Niederländer. Die Dialekte sind im Alltag der meisten niederländischsprachigen Belgier wichtiger als die Standardsprache. Die Standardsprache im Norden von Belgien ist stärker von den Dialekten beeinflusst als in den Niederlanden. Bis in die frühen 1970er-Jahre wurde die niederländische Standardsprache von den meisten niederländischsprachigen Belgiern nur selten gesprochen, sondern nur geschrieben.
Bis im Mittelalter bildeten die niederfränkische Küstendialekte den Übergang zum Westfriesischen und weisen insofern ein nordseegermanisches Substrat auf, das nach Norden hin weiter zunimmt. Das Holländische weist das stärkste Substrat unter den niederfränkischen Dialekten auf.
Im Norden und Osten formt die Einheitsplurallinie die Grenze zwischen niederfränkischen und niederdeutschen Varietäten. Sie wurde früher mit dem Verlauf der IJssel gleichgesetzt, ist aber inzwischen abgeschwächt und die Dialekte des Ost- und West-Veluws, die sich westlich der IJssel befinden, werden heute dem Niedersächsischen (in den Niederlanden) zugerechnet.
Im Süden grenzt das Niederfränkische an das romanische Sprachgebiet, während es im Südosten durch die Benrather Linie (maken/machen-Linie) vom Ripuarischen getrennt wird.